# Siemion Roszal
Siemion Grigorjewicz Roszal (ur. 13/25 stycznia 1896 r. w Petersburgu, zm. 8/21 grudnia 1917 r. w Jassach) – rosyjski działacz rewolucyjny pochodzenia żydowskiego, bolszewik.

## Życiorys
Pochodził z rodziny kupieckiej z Petersburga, tam też uczył się w gimnazjum. Z powodu zaangażowania w nielegalnej rewolucyjnej organizacji uczniowskiej musiał odejść ze szkoły, końcowe egzaminy zdał w trybie eksternistycznym. Rozpoczął następnie studia w petersburskim Instytucie Psychoneurologicznym. W 1914 r. wstąpił do partii bolszewickiej. Rok później został zmobilizowany do armii rosyjskiej, jednak jeszcze w tym samym roku aresztowano go za prowadzenie rewolucyjnej agitacji. Odzyskał wolność po rewolucji lutowej. W 1917 r. był jednym z przywódców bolszewickich w Kronsztadzie i głównych agitatorów działających wśród tamtejszych marynarzy. Po dniach lipcowych, poszukiwany przez policję, początkowo ukrywał się, jednak po aresztowaniu innego czołowego działacza petersburskich bolszewików, Fiodora Raskolnikowa, sam stawił się w więzieniu Kriesty. W więzieniu pisał wspomnienia. Odzyskał wolność rankiem 25 października/7 listopada 1917 r., zwolniony na żądanie oddziału Czerwonej Gwardii, który pojawił się w więzieniu i zażądał wypuszczenia grupy bolszewickich działaczy, w tym Roszala.
Po rewolucji październikowej brał udział w zatrzymaniu marszu Kiereńskiego i Krasnowa na Piotrogród, dowodząc oddziałem marynarzy. Ogłosił się komisarzem wojskowym Gatczyny i powiatu carskosielskiego. 20 listopada/3 grudnia 1917 r. był w kwaterze głównodowodzącego armii rosyjskiej Nikołaja Duchonina w Mohylewie; tego dnia padł on ofiarą samosądu, zamordowany przez żołnierzy.
4/17 grudnia 1917 r. bolszewicki rząd mianował go komisarzem Frontu Rumuńskiego. Cztery dni później jako delegat Rady Komisarzy Ludowych przybył do Besarabii i wziął udział w posiedzeniu tamtejszego rewolucyjnego komitetu wojskowego. Został aresztowany razem z pozostałymi członkami komitetu przez Rumunów, których wojska rozpoczynały interwencję w Besarabii, i osadzony w Jassach. Rumuni zgodzili się wydać go członkom białej organizacji oficerów Frontu Rumuńskiego kierowanej przez płk. B. Palicyna, ci zaś bez sądu rozstrzelali Roszala.

## Upamiętnienie
Imieniem Siemiona Roszala nazwano Prospekt Admiralicji (Admirałtiejskij Prospiekt) i Nabrzeże Admiralicji (Admirałtiejskaja Nabierieżnaja) w Petersburgu. W 1944 r. obu ulicom przywrócono nazwy przedrewolucyjne. Imię rewolucjonisty nadano Placowi Komendanckiemu w Kronsztadzie. Miejscowość Marienburg (następnie włączona w granice Gatczyny) została przemianowana na Roszal, imię rewolucjonisty nadano również znajdującej się w niej ulicy oraz fabryce. Podobnie miejscowość Kriestow Brod w obwodzie moskiewskim otrzymała w 1940 r. nową nazwę Roszal. Tablica ku czci Roszala znajduje się w Gatczynie.